# Сорока (рід)
Соро́ка (Pica) — рід птахів родини воронових.

## Класифікація
Традиційно до роду відносили три види. У 2018 році молекулярно-філогенетичне дослідження показало, що сорока звичайна складається з кількох видів, включаючи мавританську сороку, аравійську сороку, тибетську сороку та усурійську сороку.
Останні дослідження показують, що найближчі родичі сорок це євразійські ворони.

## Опис
Усі види мають чорні ноги, довгі хвости й чорно-біле оперення з переливчастим синьо-зеленим блиском. Великий представник роду, підвид P. pica bottanensis із західних Гімалаїв досягає довжини крила 244—265 мм, найменший — вид P. nuttalli з довжиною крила 173—196 мм.

## Поширення
Один з видів P. pica мешкає в широких межах Європи, Азії, частини Північної Африки, введений в Японію, один, P. hudsonia зустрічається в західній частині Північної Америки і третій, P. nuttalli обмежений Каліфорнією. Доісторичний вид, Pica mourerae, відомий зі скам'янілостей, знайдених в пліоцен-плейстоценових шарах на Майорці. В Україні на всій території живе сорока звичайна.

## Види
Включає 7 видів:
- Сорока звичайна (Pica pica)
- Сорока мавританська (Pica mauritanica)
- Сорока аравійська (Pica asirensis)
- Сорока тибетська (Pica bottanensis)
- Сорока усурійська (Pica serica)
- Сорока канадська (Pica hudsonia)
- Сорока каліфорнійська (Pica nuttalli)

## Галерея

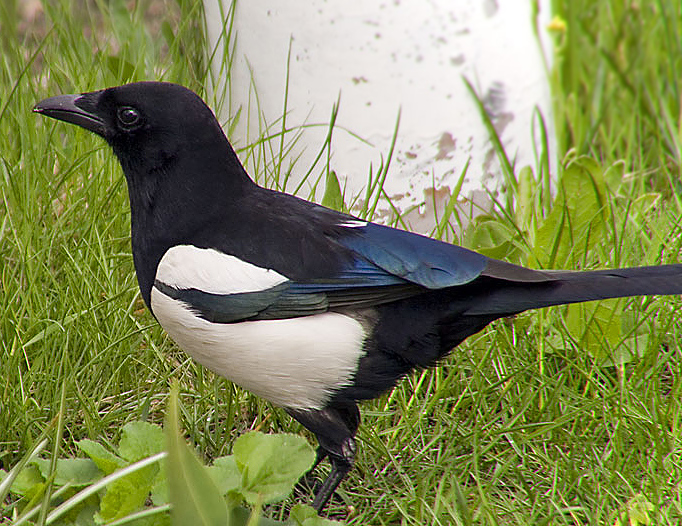
Pica pica — сорока звичайна
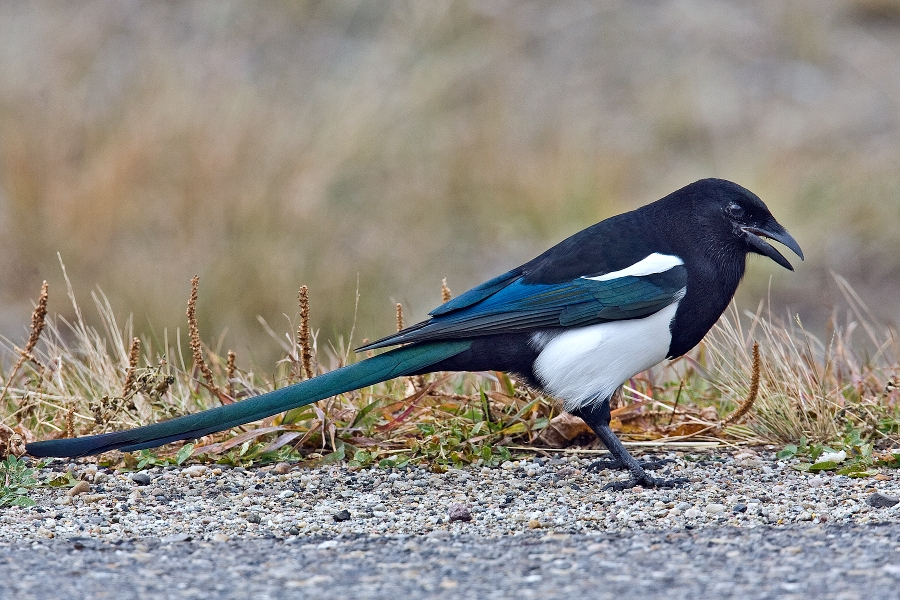
Pica hudsonia — сорока канадська
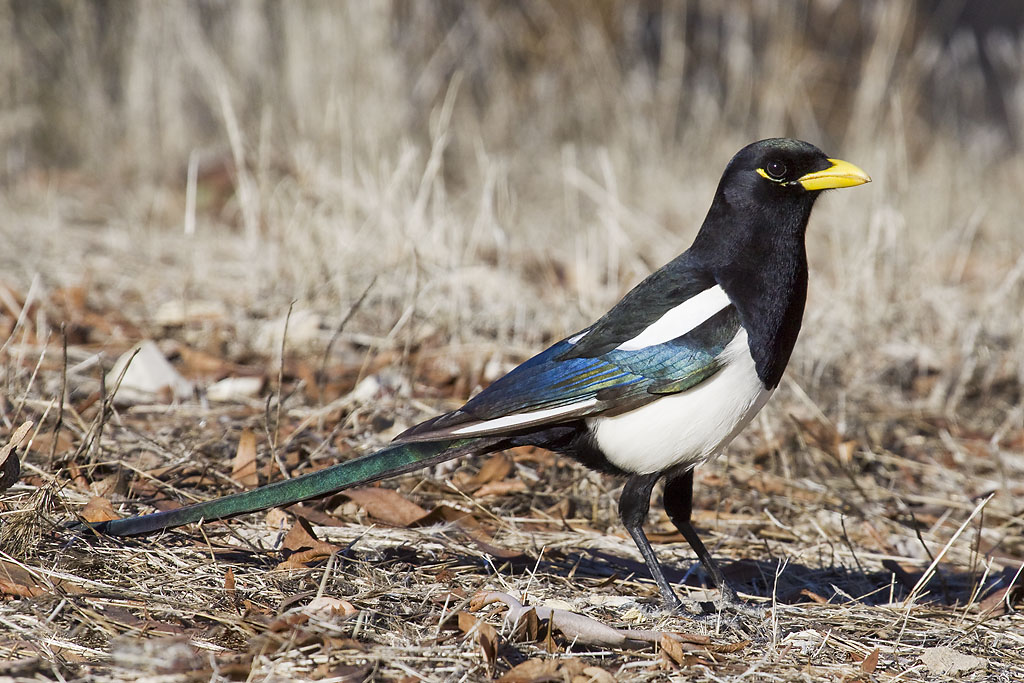
Pica nuttalli — сорока каліфорнійська